# Jeff Rouse
Jeffrey Norman Rouse, detto Jeff (Fredericksburg, 6 febbraio 1970), è un ex nuotatore statunitense.
Specializzato nel dorso ha vinto tre medaglie d'oro e una d'argento alle Olimpiadi di Barcellona 1992 e Atlanta 1996. Nel 2001 è stato inserito nell'International Swimming Hall of Fame.

## Biografia
La prima vittoria importante Rouse la ottenne ai Giochi PanPacifici nel 1989, dove vinse col tempo di 56"34. Nel 1991 vinse due medaglie d'oro ai mondiali di Perth, in Australia, dove vince i 100 dorso e la staffetta 4x100 mista. Nell'agosto dello stesso anno migliorò il primato del mondo dei 100 :m dorso che apparteneva al connazionale David Berkoff, portandolo a 53"93 nella batteria dei Giochi PanPacifici, dove vinse tra l'altro, oltre che i 100 m dorso, anche la vittoria sulla distanza doppia, che non era la sua preferita, nuotando in 2'00"85.
Si presentò così da favorito, l'anno dopo, ai Giochi olimpici di Barcellona, dove avrebbe ritrovato, in primis, lo stesso Berkoff, secondo quattro anni prima a Seul. Dopo aver ottenuto il miglior tempo nelle batterie, in finale venne però rimontato e battuto dal canadese Mark Tewksbury, che vinse con il tempo di 53"98. Il giorno dopo, nella finale della staffetta 4x100 m mista, nuotò la prima frazione stabilendo un nuovo record del mondo nuotando in 53"86, tempo che gli avrebbe consentito di vincere la gara individuale.
Dopo altri due ori ai Giochi PanPacifici 1993 su 100 m dorso e staffetta mista, nel 1994 ai mondiali di Roma Rouse giunse nuovamente secondo nella gara individuale, battuto dallo spagnolo Martín López-Zubero, mentre rivince l'oro nella staffetta mista. Nel 1995 vince due ori ai Giochi panamericani di Mar del Plata, a cui ne aggiunge altri due ai Giochi PanPacifici 1995 nelle solite gare, i 100 dorso e la staffetta 4x100 m mista, cos
Alle Olimpiadi di Atlanta, nell'ultimo grande appuntamento della sua carriera, Rouse si rifarà della sconfitta subita quattro anni prima, ed oltre a vincere l'oro con la staffetta mista, vinse nettamente la gara individuale col tempo di 54"10.
Il suo record del mondo stabilito nel 1991 durerà fino all'agosto del 1999, quando il connazionale Lenny Krayzelburg nuoterà in 53"60 ai PanPacifici di Sydney.

## Palmarès
- Giochi olimpici

Barcellona 1992: oro nella 4x100m misti e argento nei 100m dorso.
Atlanta 1996: oro nei 100m dorso e nella 4x100m misti.
- Mondiali

Perth 1991: oro nei 100m dorso e nella 4x100m misti.
Roma 1994: oro nella 4x100m misti e argento nei 100m dorso.
- Giochi PanPacifici

Tokyo 1989: oro nei 100m dorso e nella 4x100m misti.
Edmonton 1991: oro nei 100m dorso, nei 200m dorso e nella 4x100m misti.
Kobe 1993: oro nei 100m dorso e nella 4x100m misti.
Atlanta 1995: oro nei 100m dorso e nella 4x100m misti.
- Giochi panamericani

Mar del Plata 1995: oro nei 100m dorso e nella 4x100m misti.

## Riconoscimenti
- American Swimmer of the Year: 1996